# The Next in Command
The Next in Command est un film muet américain réalisé par J. Searle Dawley et sorti en 1914.

## Fiche technique
- Réalisation : J. Searle Dawley
- Chef-opérateur : Charles Rosher
- Date de sortie : 
  - États-Unis : 19 août 1914

## Distribution
- James Gordon : Sergent Nolan
- Betty Harte : Zuleika
- Frank Sidwell : Capitaine Fornet
- F. A. Turner